# Cal O'Reilly
Cal O'Reilly, född 30 september 1986 i Toronto, är en kanadensisk professionell ishockeyspelare som tillhör NHL-organisationen Minnesota Wild och spelar för deras primära samarbetspartner Iowa Wild i AHL. 
Han har tidigare spelat på NHL-nivå för Buffalo Sabres, Pittsburgh Penguins, Phoenix Coyotes och Nashville Predators i och på lägre nivåer för Metallurg Magnitogorsk i KHL, Toronto Marlies, Rochester Americans, Utica Comets, Wilkes-Barre Scranton Penguins, Portland Pirates och Milwaukee Admirals i AHL samt Juzjnyj Ural Orsk i Vyssjaja Liga och Windsor Spitfires i OHL.
O'Reilly draftades i femte rundan i 2005 års draft av Nashville Predators som 150:e spelare totalt.
Han är äldre bror till ishockeyspelaren Ryan O'Reilly som spelar för St. Louis Blues.

## Statistik
| 2001–2002  | Huron Perth Lakers Bantam AAA  | AH         | 49  | 18  | 32  | 50  | 41  | —  | —  | —  | —  | — |
| 2002–2003  | St. Marys Lincolns             | WOHL       | 46  | 11  | 19  | 30  | 2   | —  | —  | —  | —  | — |
| 2003–2004  | Windsor Spitfires              | OHL        | 61  | 3   | 18  | 21  | 2   | 3  | 0  | 1  | 1  | 0 |
| 2004–2005  | Windsor Spitfires              | OHL        | 68  | 23  | 50  | 73  | 16  | 11 | 4  | 5  | 9  | 4 |
| 2005–2006  | Windsor Spitfires              | OHL        | 68  | 18  | 81  | 99  | 8   | 7  | 3  | 8  | 11 | 0 |
|            | Milwaukee Admirals             | AHL        | 2   | 0   | 0   | 0   | 0   | 10 | 0  | 1  | 1  | 0 |
| 2006–2007  | Milwaukee Admirals             | AHL        | 78  | 18  | 47  | 65  | 20  | 4  | 1  | 2  | 3  | 0 |
| 2007–2008  | Milwaukee Admirals             | AHL        | 80  | 16  | 63  | 79  | 22  | 6  | 1  | 2  | 3  | 0 |
| 2008–2009  | Nashville Predators            | NHL        | 11  | 3   | 2   | 5   | 64  | —  | —  | —  | —  | — |
|            | Milwaukee Admirals             | AHL        | 67  | 13  | 56  | 69  | 20  | 11 | 2  | 6  | 8  | 0 |
| 2009–2010  | Nashville Predators            | NHL        | 31  | 2   | 9   | 11  | 4   | —  | —  | —  | —  | — |
|            | Milwaukee Admirals             | AHL        | 35  | 9   | 31  | 40  | 8   | —  | —  | —  | —  | — |
| 2010–2011  | Nashville Predators            | NHL        | 38  | 6   | 12  | 18  | 2   | —  | —  | —  | —  | — |
| 2011–2012  | Nashville Predators            | NHL        | 5   | 0   | 1   | 1   | 2   | —  | —  | —  | —  | — |
|            | Phoenix Coyotes                | NHL        | 22  | 2   | 3   | 5   | 2   | —  | —  | —  | —  | — |
|            | Portland Pirates               | AHL        | 5   | 1   | 1   | 2   | 0   | —  | —  | —  | —  | — |
|            | Pittsburgh Penguins            | NHL        | 6   | 0   | 1   | 1   | 0   | —  | —  | —  | —  | — |
|            | Wilkes-Barre Scranton Penguins | AHL        | 21  | 0   | 10  | 10  | 8   | 12 | 5  | 4  | 9  | 0 |
| 2012–2013  | Metallurg Magnitogorsk         | KHL        | 32  | 3   | 16  | 19  | 30  | 7  | 2  | 2  | 4  | 2 |
| 2013–2014  | Metallurg Magnitogorsk         | KHL        | 14  | 0   | 1   | 1   | 2   | —  | —  | —  | —  | — |
|            | Juzjnyj Ural Orsk              | VL         | 3   | 1   | 3   | 4   | 0   | —  | —  | —  | —  | — |
|            | Utica Comets                   | AHL        | 52  | 7   | 38  | 45  | 6   | —  | —  | —  | —  | — |
| 2014–2015  | Utica Comets                   | AHL        | 76  | 10  | 51  | 61  | 10  | 23 | 2  | 17 | 19 | 4 |
| 2015–2016  | Buffalo Sabres                 | NHL        | 20  | 3   | 4   | 7   | 2   | —  | —  | —  | —  | — |
|            | Rochester Americans            | AHL        | 47  | 6   | 23  | 29  | 6   | —  | —  | —  | —  | — |
| 2016–2017  | Buffalo Sabres                 | NHL        | 11  | 0   | 1   | 1   | 0   | —  | —  | —  | —  | — |
|            | Rochester Americans            | AHL        | 47  | 9   | 33  | 42  | 6   | —  | —  | —  | —  | — |
|            | Toronto Marlies (lån)          | AHL        | 15  | 0   | 8   | 8   | 4   | 11 | 1  | 6  | 7  | 0 |
| 2017–2018  | Minnesota Wild                 | NHL        | 1   | 0   | 0   | 0   | 0   | —  | —  | —  | —  | — |
|            | Iowa Wild                      | AHL        | 75  | 15  | 49  | 64  | 10  | —  | —  | —  | —  | — |
| 2018–2019  | Iowa Wild                      | AHL        | —   | —   | —   | —   | —   | —  | —  | —  | —  | — |
| NHL totalt | NHL totalt                     | NHL totalt | 145 | 16  | 33  | 49  | 14  | —  | —  | —  | —  | — |
| KHL totalt | KHL totalt                     | KHL totalt | 46  | 3   | 17  | 20  | 32  | 7  | 2  | 2  | 4  | 2 |
| AHL totalt | AHL totalt                     | AHL totalt | 600 | 104 | 410 | 514 | 120 | 77 | 12 | 38 | 50 | 4 |
| OHL totalt | OHL totalt                     | OHL totalt | 197 | 44  | 149 | 193 | 26  | 21 | 7  | 14 | 21 | 4 |